# 釜山鎮駅 (韓国鉄道公社)

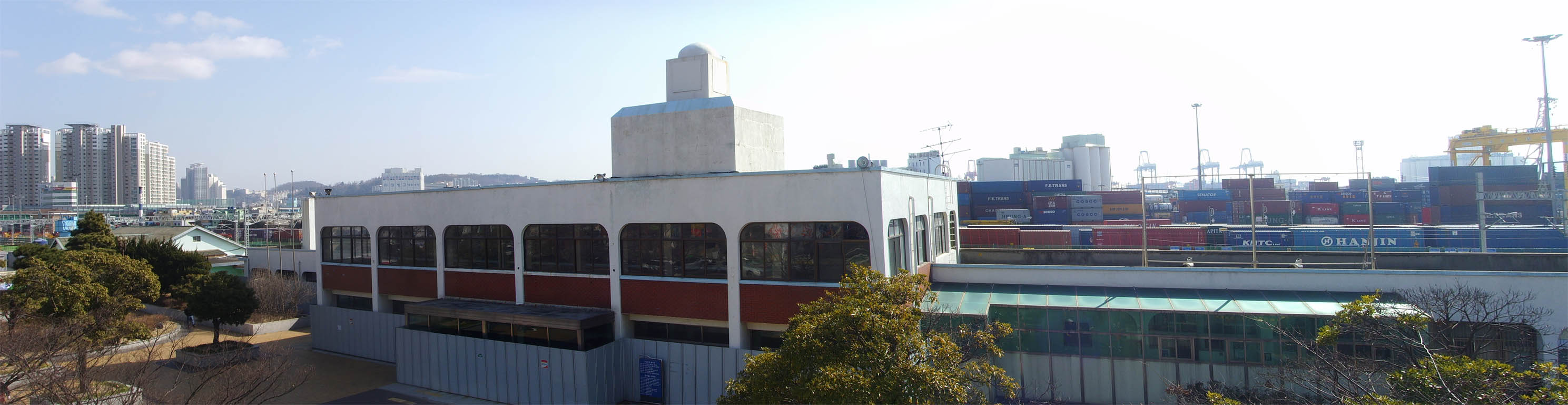
旅客用で使用した駅舎（2008年撮影）

釜山鎮駅（プサンジンえき）は、大韓民国釜山広域市東区佐川洞にある、韓国鉄道公社（KORAIL）の駅。現在は貨物専用駅となっている。

## 接続する鉄道路線
韓国鉄道公社
- 京釜線
- 東海線（旧東海南部線） - 当駅 - 釜田駅間は貨物のみ
- 牛岩線（貨物線）

## 概要
過去には緩行列車の始終着駅として釜山市内では釜山駅に次ぐ旅客需要があった駅である。2004年のKTX開通に伴う運行系統見直しによって、旅客取り扱いの機能のほとんどが釜田駅に移行したことにより、停車本数が激減し乗客人数が大幅に減った。2005年4月1日に旅客営業を中止したが、貨物の需要を増加させ、釜山で非常に重要な貨物取扱駅としての機能を果たしている。なお、かつての旅客ホーム付近には、京釜高速線金井トンネルの入口が建設されている。
なお、2019年より着手される鉄道施設再配置事業（2030年完了目標）により、将来的に当駅のコンテナヤード機能を釜山新港線の釜山新港駅に移転する計画がある。

## 駅周辺
当駅は釜山鎮区ではなく東区に位置する。
- 東区庁
- 釜山東部警察署
- 水晶2洞住民センター
- 水晶3洞住民センター
- 佐川1洞住民センター
- 慶南女子高等学校
- 慶南女子中学校
- 水晶初等学校
- 釜山交通公社1号線 釜山鎮駅 - 当駅から1号線釜山鎮駅までの連絡線があり、車両搬入などに使用される。

## 歴史
- 1905年1月1日 - 京釜線開通と同時に開業。
- 1935年12月1日 - 東海南部線開通。
- 1979年9月18日 - コンテナヤード造成。コンテナ輸送開始。
- 1979年10月7日 - 駅舎新築竣工。
- 1984年7月20日 - 釜山鎮 - 五峰間コンテナ貨物列車運転開始。
- 1992年7月15日 - 一般貨物取り扱い中止。
- 1999年11月1日 - 釜山鎮駅コンテナヤード合理化事業竣工。
- 2004年2月2日 - 慶全線方面行列車の取り扱いを釜田駅に移行。
- 2005年4月1日 - 旅客取り扱いを事実上中止、全ての旅客列車が通過するようになる。
- 2016年12月30日 - 東海南部線が東海線に編入。[2]
- 2017年12月18日 - 国土交通部告示第2017-839号により正式に旅客取り扱いを中止。

## 隣の駅
韓国鉄道公社
京釜線（全列車通過）
沙上駅 - 釜山鎮駅 - 釜山駅
東海線（旧東海南部線）
釜山鎮駅 - 凡一駅
牛岩線
釜山鎮駅 - 牛岩駅